# 斯捷波韋 (比洛沃德西克區)
49°7′24″N 39°22′54″E / 49.12333°N 39.38167°E
斯泰波韋（烏克蘭語：Степове）是位於烏克蘭東部的村莊，由盧甘斯克州舊比利斯克區的比洛沃茨克市鎮負責管轄。該村始建於1952年，面積1.27平方公里，海拔高度167米，2001年人口340，人口密度每平方公里267.7人。